# Anchura de desintegración
La anchura de desintegración es una magnitud empleada en física nuclear y de partículas, relacionada con la vida media de las partículas inestables (resonancias). El término "anchura" hace referencia a que se corresponde con la anchura a media altura del máximo de la curva de la sección eficaz de la desintegración en función de la energía. 

## Vida media y el principio de incertidumbre
La población de partículas inestables N decrece en el tiempo según la ecuación diferencial
{\displaystyle -{\frac {\mathrm {d} N}{\mathrm {d} t}}=-{\dot {N}}=\lambda \cdot N,}
de modo que la población en el instante t es
{\displaystyle N(t)=N_{0}\cdot \mathrm {e} ^{-\lambda t}.}
donde {\displaystyle N_{0}} es la cantidad de partículas inestables en el instante {\displaystyle t=0} y λ es la constante de desintegración, cuya dimensión es la inversa del tiempo y se mide en s−1. El inverso de la constante de desintegración es la vida media {\displaystyle \tau }.

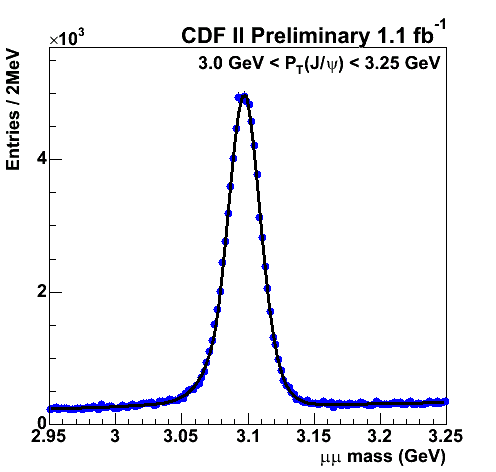
Gráfica de la sección eficaz de producción del Mesón J/ψ medida en Fermilab. La anchura de desintegración de este mesón, de 93,2±2,1 keV, es la anchura del pico de la gráfica.

Según el principio de incertidumbre energía-tiempo, cuanto más definida esté la energía de una partícula, mayor es su vida media. La incertidumbre en la energía {\displaystyle \Gamma } es proporcional a la constante de desintegración, e inversamente proporcional a la vida media:
{\displaystyle \Gamma =\hbar \cdot \lambda ={\frac {\hbar }{\tau }}.}
donde {\displaystyle \hbar } es la constante de Planck reducida.      
En física de partículas se estudia la desintegración de una partícula en diferentes estados finales. La vida media se corresponde con la incertidumbre en la energía liberada. La anchura de desintegración total de una resonancia (es decir, una partícula de vida corta) se puede determinar mediante un gráfico de la sección eficaz de desintegración en función de la energía en el centro de masas. La anchura de desintegración {\displaystyle \Gamma } es la anchura de la gráfica a media altura del máximo, y se puede determinar mediante un ajuste estadístico (por ejemplo, por mínimos cuadrados) a una distribución de Breit-Wigner relativista. En consecuencia, tiene dimensiones de energía y normalmente se mide en electronvoltios.     

## Anchura parcial y proporción del canal
La mayoría de partículas inestables se pueden desintegrar en varios estados finales diferentes. Por lo tanto, se puede definir una anchura de desintegración parcial {\displaystyle \Gamma _{i}} para cada uno de los canales de desintegración. La suma de todas las anchuras de desintegración parciales es la anchura de desintegración total:
{\displaystyle \Gamma =\Gamma _{\mathrm {tot} }=\sum _{i=1}^{n}\Gamma _{i}}.
La vida media de la partícula se obtiene con la anchura de desintegración total, teniendo en cuenta todos los canales de desintegración posibles. En un experimento en el que la precisión sea insuficiente para determinar la anchura total, la anchura parcial se puede determinar porque es proporcional al área bajo la gráfica de la curva de resonancia.
La proporción del canal (en inglés, branching ratio) se define como
{\displaystyle B_{i}={\frac {\Gamma _{i}}{\Gamma }}}
y describe la probabilidad de que la partícula se desintegre en un estado final determinado.
Por ejemplo, el pión positivo ({\displaystyle \pi ^{+}}) se desintegra con una probabilidad del 99,9877 % en un muon positivo y un neutrino muónico, y solo con una probabilidad del 0,0123 % en un positrón y un neutrino electrónico. Otros canales de desintegración son aún más improbables, con probabilidades entre el 10−9 y el 10−4 %.

## Cálculo de la anchura de desintegración
En esta sección se emplean unidades naturales, donde {\displaystyle c=\hbar =1.\,}
Para la desintegración de una partícula de masa M y cuadrimomento P que se descompone en n partículas con momentos {\displaystyle p_{i}}, la anchura de desintegración diferencial está dada por la regla de oro de Fermi:
{\displaystyle d\Gamma _{n}={\frac {S\left|{\mathcal {M}}\right|^{2}}{2M}}d\Phi _{n}(P;p_{1},p_{2},\dots ,p_{n})\,}
donde
n es el número de partículas en el estado final,
S es un factor combinatorio que da cuenta de las partículas indistinguibles (ver más abajo),
{\displaystyle {\mathcal {M}}\,} es el elemento de matriz invariante o amplitud de probabilidad que conecta el estado inicial con el final, y que usualmente se calcula mediante diagramas de Feynman,
{\displaystyle d\Phi _{n}\,} es el espacio de fases, y
{\displaystyle p_{i}\,} es el cuadrimomento de la partícula i.
El factor S se calcula según
{\displaystyle S=\prod _{j=1}^{m}{\frac {1}{k_{j}!}}\,}
donde
m es el número de especies de partículas indistinguibles en el estado final, y
{\displaystyle k_{j}\,} es el número de partículas del tipo j, de modo que {\displaystyle \sum _{j=1}^{m}k_{j}=n\,}.
El espacio de fases está dado por
{\displaystyle d\Phi _{n}(P;p_{1},p_{2},\dots ,p_{n})=(2\pi )^{4}\delta ^{4}\left(P-\sum _{i=1}^{n}p_{i}\right)\prod _{i=1}^{n}{\frac {d^{3}{\vec {p}}_{i}}{2(2\pi )^{3}E_{i}}}}
donde
{\displaystyle \delta ^{4}\,} es la delta de Dirac cuadridimensional,
{\displaystyle {\vec {p}}_{i}\,} es el (tri-)momento de la partícula i, y
{\displaystyle E_{i}\,} es la energía de la partícula i.
Se puede integrar sobre el espacio de fases para obtener la anchura de desintegración total al estado final.

### Desintegraciones a dos cuerpos
Sea una partícula de masa M que se desintegra en dos partículas, etiquetadas 1 y 2. En el sistema de referencia del centro de momentos (CM), imponiendo la conservación del cuadrimomento en la desintegración,
{\displaystyle (M,{\vec {0}})=(E_{1},{\vec {p}}_{1})+(E_{2},{\vec {p}}_{2}),\,}
se obtiene que el momento de las partículas en el estado final es
{\displaystyle |{\vec {p}}_{1}|=|{\vec {p}}_{2}|={\frac {[(M^{2}-(m_{1}+m_{2})^{2})(M^{2}-(m_{1}-m_{2})^{2})]^{1/2}}{2M}}.\,}

Empleando coordenadas esféricas,
{\displaystyle d^{3}{\vec {p}}=|{\vec {p}}\,|^{2}\,d|{\vec {p}}\,|\,d\phi \,d\left(\cos \theta \right).\,}
Usando la delta de Dirac para realizar la integración sobre {\displaystyle d^{3}{\vec {p}}_{2}} y {\displaystyle d|{\vec {p}}_{1}|\,} se obtiene que la anchura de desintegración en el sistema de referencia CM es
{\displaystyle d\Gamma ={\frac {\left|{\mathcal {M}}\right|^{2}}{32\pi ^{2}}}{\frac {|{\vec {p}}_{1}|}{M^{2}}}\,d\phi _{1}\,d\left(\cos \theta _{1}\right).\,}